# Virginie Guilhaume
Virginie Guilhaume, née le 30 novembre 1977 à Paris, est une animatrice de télévision française.

## Carrière

### Formation et débuts sur France 2 (2007-2008)
Diplômée de l'École supérieure de journalisme de Paris, Virginie Guilhaume commence sa carrière comme assistante de production, notamment avec Thierry Ardisson, Guillaume Durand et Michel Drucker.
Tout d'abord journaliste, reporter d'images, puis rédactrice, France 2 lui propose en février 2007 d'animer des émissions de divertissement. Elle arrive donc sur cette chaîne pour animer avec Olivier Minne des soirées spéciales comme La Saint Valentin en chansons. On lui confie par la suite, durant l'été 2007, l'émission Les Rois du Rire, diffusée en seconde partie de soirée le samedi dans la plage horaire de l'émission de Laurent Ruquier, On n'est pas couché. Par la suite, cette émission est programmée de temps à autre les samedis en fin d'après-midi, le soir de Noël, ou pour rendre hommage, à titre exceptionnel, aux humoristes disparus. Elle continue parallèlement à présenter des émissions spéciales en prime-time, souvent avec Olivier Minne, comme Tubes des Tubes en juillet 2007, Les stars de l'année 2007 en décembre 2007, ou encore Les femmes en chansons en avril 2008.

### Animatrice sur M6 (2008-2011)
En 2008, Virginie Guilhaume rejoint M6 où elle présente au mois d'août Stars et Fortunes, une série documentaire autour de la jet set. À partir de septembre 2008, elle est aux commandes d'un nouveau magazine hebdomadaire consacré aux célébrités, Accès privé. 
En 2009 et 2010, elle présente le télé-crochet Nouvelle Star sur M6, succédant ainsi à Virginie Efira.
Elle anime Les 20 images de Johnny que les Français n'oublieront jamais en février 2010, ainsi que Les 20 « Surprise sur prise » que les Français n'oublieront jamais, en juin 2010, aux côtés de Laurent Boyer. Elle assure également l'animation du Concert Solidarité Orange Rockcorps, au Zénith de Paris, le 2 octobre 2009. 
Elle est remplacée par Faustine Bollaert à la présentation de l'émission Accès privé, dès le 6 novembre 2010 et jusqu'au 15 janvier 2011, en raison de son congé maternité. Virginie Guilhaume a repris les commandes de l'émission le 22 janvier 2011. C'est également Faustine Bollaert qui la remplace à la présentation du Grand Bêtisier des stars, en décembre 2010.
En juin 2011, Virginie Guilhaume quitte M6 pour rejoindre en septembre 2011 la chaîne de ses débuts, France 2.

### Retour sur France 2 (2012-2016)
Sur la chaîne du service public, elle anime une nouvelle émission intitulée Secrets de famille, le mercredi en deuxième partie de soirée. Elle se voit également confier un prime-time présentant les différents programmes de France 2 en compagnie animateurs de la chaîne. Le programme intitulé C'est la rentrée est diffusée le samedi 8 septembre 2012. Elle anime ensuite différents programmes comme Rire ensemble contre le racisme ou Les Rois du Bêtisier. 
À partir de 2012, elle présente aux côtés de Frédéric Lopez Retour en terre inconnue. Dans cette émission diffusée en direct et en plateau juste après Rendez-vous en terre inconnue, la personnalité invitée revient sur ses moments les plus marquants de son expérience. Virginie Guilhaume est remplacée par Églantine Éméyé en novembre 2016. 
En octobre 2012, elle reforme son duo avec Olivier Minne pour la présentation du Concert pour la tolérance à Agadir. 
Le 12 janvier 2013, elle rejoint Patrick Sabatier lors du deuxième numéro du divertissement Simplement pour un soir. L'émission est arrêtée après 4 numéros (dont un best-of) le 15 juin.  Le 8 février 2013, elle présente les Victoires de la musique 2013 sur France 2 avec Laurent Ruquier.
Du 2 juillet 2013 à juin 2015, elle présente les trois premières saisons du concours de pâtisserie Qui sera le prochain grand pâtissier ? sur France 2. 
À partir du 14 septembre 2013, elle succède à Alessandra Sublet à la présentation de l'émission Hier Encore aux côtés de Charles Aznavour. Elle présente également sur France 2 Un air de famille, émission dont l'arrêt est annoncé par la chaîne le 4 novembre 2013. Elle présente Le Bêtisier de Noël à la fin de cette même année ainsi que les coulisses de l'émission Le Grand Show.
Le 13 février 2014, elle coanime les Victoires de la musique 2014 sur France 2 avec Laurent Ruquier. L'émission parvient à passer la barre symbolique des 3 millions de téléspectateurs, ce qui n'était plus arrivé depuis 5 ans[réf. nécessaire]. Elle participe ensuite à Toute la télé chante pour Sidaction en 2014 sur France 2. Le 8 avril 2014, elle remplace Nagui à la coprésentation avec Jean-François Zygel de La Grande Battle, un concours de groupes d'amateurs reprenant des airs classiques et jugés par les téléspectateurs.
Le 23 mai 2015, lors du 60e Concours Eurovision de la chanson à Vienne en Autriche, elle est la porte-parole de la France, annonçant depuis Paris les points attribués par le jury français.
Le 20 juin 2015, la veille de la Fête de la musique, elle coprésente la soirée Du soleil et des tubes avec Patrick Sébastien depuis Nice et retransmise en direct sur France 2.
À partir de la rentrée 2015, elle anime l'émission culturelle Grand Public sur France 2, à la place de Aïda Touihri, partie sur C8 pour Le Grand 8.
Le 22 décembre 2015 elle joue avec 32 animateurs et journalistes de France 2 dans la pièce de Feydeau : L'hôtel du Libre-Échange, mise en scène par Raymond Acquaviva et produite par Olivier Minne.
En novembre 2016, Virginie Guilhaume quitte France 2.

### Diversification (depuis 2018)
En 2018, elle s'essaie à la comédie en tournant dans l'épisode Premières amours de la série de TF1 Camping Paradis, diffusé début 2019.
Elle revient cependant à l'animation, sur la TNT : du 15 avril au 3 juin 2019, elle coanime avec Yoann Riou, en première partie de soirée sur la chaîne L'Équipe, le jeu Mud Day, la course dans la boue. Dans chaque numéro, deux équipes de quatre personnes s'affrontent dans des courses d'obstacles et épreuves de force.
En 2021, elle s'oriente vers la radio en succédant à Bérénice Bourgueil à l'animation de l'émission Le Grand Quiz de l'Été sur RTL aux côtés d'Éric Jean-Jean.
En 2022, elle présente le grand JT de l'éducation sur la nouvelle chaine SQOOL TV.

## Vie privée
Elle est la fille de Philippe Guilhaume, ancien PDG d'Antenne 2 et FR3 d'août 1989 à décembre 1990, et de son épouse Brigitte Schmit, ancienne directrice de la communication d'Antenne 2 et fille du patron de presse André Schmidt. Elle est aussi la petite-nièce de Jacques Chaban-Delmas.
Mariée avec le producteur Stéphane Gateau, Virginie Guilhaume a un fils Roméo, né le 3 décembre 2010. Le couple divorce quelques années plus tard.
En novembre 2017, elle attend un second bébé. Le 29 mars 2018, elle a donné naissance à une fille prénommée Marnie. 
Le père de son enfant est Hervé Louis, cofondateur de Sushi Shop, société vendue en 2018,.
Son nom de famille, qui se prononce [gi.jom], indique les origines occitanes de sa famille. En effet, le digramme lh est typique de la langue occitane, où il représente le son [ʎ] ; ce son n'existe plus en français, et est approximé par le son [ j][réf. nécessaire].

## Engagement humanitaire
Virginie Guilhaume s'engage depuis 2007, au profit de l'association humanitaire Caméléon, qui protège et réhabilite des jeunes filles des Philippines, victimes d'abus sexuels et de maltraitance.
En 2010, elle est l'une des très nombreuses marraines de la Flamme Marie Claire, événement caritatif pour la scolarisation des petites filles défavorisées dans le monde et qui permet de récolter des fonds par la vente de bougies.
Elle est également marraine des associations Sourire à la vie, qui vient en aide à des enfants atteints du cancer, et Solidarité sida.
En 2024, elle devient marraine du Festival ODP à Talence, près de Bordeaux, au profit des orphelins des sapeurs-pompiers de France en tant que  marraine de l’Ociane Matmut ODP Kids.

## Émissions
- 2007 : La Saint Valentin en chansons, avec Olivier Minne sur France 2
- 2007 : Tubes des tubes, avec Olivier Minne sur France 2
- 2007 : Les Stars de l'année, avec Olivier Minne sur France 2
- 2007 - 2008 : Les rois du rire sur France 2
- 2007 - 2008, puis 2012 - 2015 : Les rois du bêtisier sur France 2
- 2008 : Les femmes en chansons, avec Olivier Minne sur France 2
- 2008 : Stars et fortunes sur M6
- 2008 - 2011 : Accès privé sur M6
- 2008 - 2011 : Le Grand Bêtisier des stars sur M6
- 2008 - 2010 : Nouvelle Star sur M6
- 2009 : Les 20 révélations que les Français n'oublieront jamais, avec Laurent Boyer sur M6
- 2010 : Les 20 images de Johnny que les Français n'oublieront jamais, avec Laurent Boyer sur M6
- 2010 : Les 20 « Surprise sur prise » que les Français n'oublieront jamais, avec Laurent Boyer sur M6
- 2012 : C'est la rentrée sur France 2
- 2012 : Secrets de famille sur France 2
- 2012 : Ta mère en 6e, le débat sur France 2
- 2012 : Rire ensemble contre le racisme sur France 2
- 2012 : Les Stars chantent la tête dans les étoiles, au profit du Sidaction avec Michel Cymes et Alexandre Devoise sur France 2
- 2012 - 2016 : Retour en terre inconnue, avec Frédéric Lopez sur France 2
- 2013 : Simplement pour un soir, avec Patrick Sabatier sur France 2
- 2013 : Ils chantent pour la tolérance, avec Olivier Minne sur France 2
- 2013 - 2015 : Qui sera le prochain grand pâtissier ? sur France 2
- 2013 : Un air de famille sur France 2
- 2013 - 2015 : Hier Encore, avec Charles Aznavour sur France 2
- 2013 - 2014 : Le Grand Show... vu des coulisses sur France 2
- 2013 - 2016 : Les Victoires de la musique, avec Laurent Ruquier puis Bruno Guillon sur France 2
- 2014 : La Grande Soirée du rire, avec Titoff sur France 2
- 2014 : Une femme, une artiste sur France 2
- 2014 : La Grande Battle avec Jean-François Zygel sur France 2
- 2015 : Eurovision Song Contest's Greatest Hits sur France 2
- 2015 : Concours Eurovision de la chanson (France 2) : porte-parole du jury français
- 2015 : La Fête de la musique, du soleil et des tubes, avec Patrick Sébastien sur France 2
- 2015 - 2016 : Grand Public sur France 2
- 2019 : Mud Day, la course dans la boue, avec Yoann Riou sur L'Équipe
- Depuis 2022 : Le Grand JT de l'éducation sur SQOOL TV

## Comédienne
- 2015 : L'Hôtel du libre-échange, pièce de Georges Feydeau, mise en scène de Raymond Acquaviva : Marcelle, la femme de Paillardin et amante de Pinglet
- 2019 : Camping Paradis (saison 10, épisode 5 : Premières amours réalisé par Nicolas Copin) : Bérangère Parizot
- 2020 : Le Temps qui reste, pièce de Philippe Lellouche
- 2023 : En place, série Netflix de Jean-Pascal Zadi et François Uzan : elle-même